# Cieśnina Olgi
Cieśnina Olgi (nor. Olgastretet) – cieśnina w archipelagu Svalbard, oddzielająca Wyspę Edge’a i Wyspę Barentsa na zachodzie, a od Wyspy Szwedzkiej na wschodzie. Została nazwana na cześć Olgi Romanowej. Ma około 90 km szerokości i 100 km długości.